# Fotoperiodyzm
Fotoperiodyzm – fizjologiczna reakcja organizmu na zmianę proporcji okresów ciemności i światła w rytmie dobowym związana z działaniem zegara biologicznego. U podstaw fotoperiodyzmu leżą zjawiska fotoindukcji (zaprogramowana genetycznie odpowiedź na skracanie się lub wydłużanie dnia) i fotorefrakcyjności (zachodząca stopniowo adaptacja do skracającego się lub wydłużającego dnia). Okres indukcji świetlnej nazywany jest fotoperiodem, a graniczna wartość czasu trwania dnia lub nocy, uruchamiająca procesy fizjologiczne i behawioralne to fotoperiod krytyczny. Znajomość zjawisk związanych z fotoperiodyzmem jest wykorzystywana w hodowli roślin i zwierząt gospodarskich.

## Fotoperiodyzm u roślin
Zmiany długości dnia i nocy wpływają na kwitnienie, rozmnażanie wegetatywne, tworzenie organów spichrzowych oraz przechodzenie roślin w stan spoczynku.
Najlepiej poznanym zjawiskiem związanym z fotoperiodyzmem jest kwitnienie. Zjawisko indukcji kwitnienia przez zmiany w długości dnia i nocy zaobserwowali Gardner i Allard, dwaj amerykańscy naukowcy, którzy w roku 1920 otrzymali w wyniku mutacji odmianę tytoniu o nazwie Maryland Mammoth. Roślina rozwijała się do wysokości 3 m, jednak nie zakwitała przez cały sezon wegetacyjny. Jedynie po przeniesieniu do szklarni, zakwitała w okresie Bożego Narodzenia. Dalsze badania udowodniły, że kwitnienie może być indukowane odpowiednią długością dnia lub nocy.
W zależności od rodzaju reakcji wyróżnia się rośliny:
- długiego dnia – kwitnące, gdy okres światła (długość dnia) przekroczy wartość krytyczną, specyficzną dla poszczególnych gatunków (np. szpinak, zboże, trawy, hortensja, rzodkiewka, burak pastewny i cukrowy, marchew)
- krótkiego dnia – kwitnące, gdy okres światła (długość dnia) będzie krótszy niż wartość krytyczna (np. tytoń, kukurydza, proso, ryż, astry, chryzantemy, rzepak, wilczomlecz, soja)
- obojętne – kwitnące niezależnie od długości dnia i nocy (np. gryka, pomidor, ogórek, groch, bób, ryż - odmiany jare).

Przerwanie okresu ciemności zapobiega kwitnieniu roślin dnia krótkiego, a indukuje kwitnienie u roślin dnia długiego. Kluczowa jest zatem długość okresu ciemności. Fotoreceptorem biorącym udział w odbieraniu informacji o długości dnia i nocy jest fitochrom, który przechodzi w ciemności z formy PFR do formy PR. Na świetle zachodzi proces odwrotny. U roślin dnia krótkiego do zakwitnięcia konieczny jest odpowiednio niski poziom PFR, a u roślin dnia długiego poziom PFR musi być odpowiednio wysoki.
Fitochrom może bezpośrednio wpływać na ekspresję genów zwianych z kwitnieniem, rozważano także istnienie hormonu – florigenu, który byłby bezpośrednim induktorem kwitnienia.
Fotoperiodyzm ma także wpływ na wykształcanie bulw, rozłogów, opadanie liści, mrozoodporność roślin, przechodzenie w stan zimowy drzew i krzewów.

## Fotoperiodyzm u zwierząt
Fotoperiodyzm u zwierząt wpływa na aktywność dobową i sezonową, w tym rozrodczą, gdyż reguluje funkcjonowanie gruczołów rozrodczych. Przez wiele gatunków ssaków i ptaków fotoperiodyzm jest wykorzystywany do długoterminowego odmierzania upływającego czasu. Zwierzęta rejestrują zachodzące na przestrzeni roku zmiany w długości dnia, a ich organizmy przenoszą je na zmiany w zachowaniu i fizjologii. Ma to wpływ na takie zjawiska, jak wędrówki zwierząt, zaloty, zmiana szaty godowej, czy budowa gniazd.